# Zavito-Leninskîi (Zavito-Leninskîi), Djankoi
Zavito-Leninskîi (în ucraineană Завіто-Ленінський) este localitatea de reședință a comunei Zavito-Leninskîi din raionul Djankoi, Republica Autonomă Crimeea, Ucraina.

## Demografie
Componența lingvistică a localității Zavito-Leninskîi
     Rusă (59,88%)
     Ucraineană (29,41%)
     Tătară crimeeană (9,04%)
     Alte limbi (0,32%)
Conform recensământului din 2001, majoritatea populației localității Zavito-Leninskîi era vorbitoare de rusă (59,88%), existând în minoritate și vorbitori de ucraineană (29,41%) și tătară crimeeană (9,04%).